# Vlag van Aube

Vlag van Aube

De vlag van Aube is de niet-officiële vlag van het Franse departement Aube. Net als de meeste andere departementen van Frankrijk heeft Aube geen officiële vlag, maar wordt de hier rechts afgebeelde vlag op niet-officiële wijze gebruikt. De vlag is afgeleid van het wapen van dit departement.
De vlag bestaat uit twee delen: Het onderste deel is groter, en toont een blauw veld met een witte diagonale baan die van de onderste linkerhoek naar de bovenste rechterhoek loopt. Deze baan wordt aan beide zijden begrensd door een gouden borduurwerk. Het bovenste deel toont een gele golvend baan. De boven- en onderkant van de vlag worden van elkaar gescheiden door een golvende lijn.
Het ontwerp toont die van de voormalige provincie Champagne, met een sprekend schildhoofd, dat doet denken aan de rivier de Aube waaraan het zijn naam dankt. De vlag is geïnspireerd op het ontwerp van het wapen dat in 1950 is voorgesteld door Robert Louis.
Naast deze vlag is er een logovlag in gebruik.

Vlag van Champagne
Logovlag